# Autonomía de Alash
La Autonomía de Alash (kazajo: Алаш автономиясы) fue un Estado que existió entre el 13 de diciembre de 1917 y 26 de agosto de 1920, situándose aproximadamente en el territorio del actual Kazajistán. Su capital fue Semey (a la que en aquel tiempo se refiere como Alash-kalá).
El estado de la etnia kazaja se proclamó en diciembre de 1917. Los dirigentes de Alash establecieron el Alash Ordá, un partido político kazajo que fue alineado en el Ejército Blanco y luchó contra los bolcheviques. En 1919, cuando los blancos empezaron a perder fuerza, el gobierno de la Autonomía de Alash comenzó las negociaciones con los bolcheviques. Entre 1919 y 1920, los bolcheviques derrotaron a las fuerzas blancas y ocuparon Kazajistán.
El 26 de agosto de 1920, el gobierno bolchevique disolvió la Autonomía de Alash, y estableció la República Autónoma Socialista Soviética de Kirguistán (RASS de Kirguistán). En 1925, esta cambió su nombre a República Autónoma Socialista Soviética de Kazajistán (RASS de Kazajistán) y en 1936 fue fundada la República Socialista Soviética de Kazajistán (RSS de Kazajistán).